# Marek Szerszyński (muzyk)
Marek Szerszyński (ur. 3 listopada 1969, zm. 25 listopada 2022) – polski gitarzysta basowy, członek między innymi zespołu Kasa Chorych. 

## Życie i działalność
Pochodził z Działdowa. W latach 2007–2015 był członkiem zespołu bluesowego Kasa Chorych. W 2007 roku wystąpił wraz z zespołem między innymi na koncercie z okazji 50-lecia TVP Łódź oraz IX Festiwalu Muzycznym im. Ryszarda Riedla „Ku przestrodze”, a także festiwalu Harvest Time Blues 2007 w Irlandii. W 2008 wystąpił wraz z Kasą Chorych natomiast na jubileuszu 30-lecia istnienia zespołu, a także na Olsztyńskich Nocach Bluesowych i Suwałki Blues Festival. 
W 2007 wystąpił wraz z Kasą Chorych w studiu bydgoskiego radia PiK, a płyta prezentująca nagranie z tegoż koncertu pt. Koncertowo ukazała się w 2008 roku, zaś w 2009 roku uzyskała nagrodę Fryderyka w kategorii album roku – blues. W 2014 ukazał się zarejestrowany z Markiem Szerszyńskim album studyjny grupy pt. Orla, który zajął pierwsze miejsce w głosowaniu Blues Top 2014 w głosowaniu kwartalnika Twój Blues. Szerszyński opuścił Kasę Chorych w 2015 roku z przyczyn zdrowotnych.
Był również gitarzystą takich zespołów jak bluesowa grupa Hardworkers czy folkowa Maribuda. Jako muzyk sesyjny brał udział w nagraniu albumu Bright Ophidia pt. Set Your Madness Free.
Zmarł w listopadzie 2022 w wieku 53 lat.